# Euphorbia melanadenia
Euphorbia melanadenia là một loài thực vật có hoa trong họ Đại kích. Loài này được Torr. & A.Gray mô tả khoa học đầu tiên năm 1857.